# Helge Philipp
Helge Philipp (* 20. Januar 1944; geborene: Helge Engelbach) ist eine deutsche Journalistin und ehemalige Fernsehmoderatorin.

## Werdegang
Sie studierte Französisch und Sport. Anfang der 1970er Jahre suchte das ZDF nach neuen Gesichtern für seine Sendungen. Neben Nachrichtensprechern wurden auch Moderatoren gesucht. In einem Auswahlverfahren kam die damals 27-Jährige dann unter die letzten 26 Bewerber und machte am Ende das Rennen.
Nach einem Volontariat in der Chefredaktion des ZDF kam sie zur Drehscheibe und moderierte diese 1972 zum ersten Mal. Sie war sowohl vor als auch hinter der Kamera als Redakteurin für das Boulevardmagazin tätig. Helge Philipp präsentierte die Drehscheibe zehn Jahre, bis zum Ende im März 1982.
Am 1. April 1982 ging die tele-illustrierte als Nachfolgesendung an den Start. Helge Philipp moderierte auch diese Sendung, bis 1989, dann verabschiedete sie sich einige Jahre vom Bildschirm und arbeitete als Redakteurin hinter der Kamera.
1992 moderierte sie im ZDF das länderjournal, die Nachfolgesendung der tele-illustrierte.
Ab 1993 arbeitete Helge von der Heyde dann noch einige Jahre für das ZDF-Landesstudio in Wiesbaden und berichtete von dort dann öfter für den Länderspiegel.
Seit ihrem beruflichen Ausscheiden beim ZDF engagiert sich die Wiesbadenerin ehrenamtlich in ihrer Heimatstadt.

## Privates
Helge Philipp war zweimal verheiratet.
In zweiter Ehe heiratete sie 1984 den Hamburger Journalisten Nils von der Heyde, von dem sie inzwischen aber wieder geschieden ist.
Sie lebt in Wiesbaden.